# Antoine-Louis Clapisson
Antoine-Louis Clapisson (Nàpols, 1808 - París 1866) fou un compositor francès.
Professor d'harmonia del Conservatori, membre de l'Institut i conservador del Museu instrumental al que cedí per la suma de 30.000 francs, una curiosa col·lecció d'instruments antics que havia reunit i que avui encara segueixen formant part d'aquell museu.
Dotat de gran fecunditat, escriví nombroses obres que, en general, manquen d'originalitat i color, descollen entre elles: 
- La figurante, (1838) òpera còmica,
- La Fauchonnette, (1856), òpera còmica.

Nombrosos cors orfeònics, quartets, unes 200 romances i una fantasia musical titulada Don Quichotte et Sancho.